# Rainbow Islands: Towering Adventure!
Rainbow Islands: Towering Adventure! è un videogioco sviluppato da Taito per WiiWare e Xbox Live. Attualmente, è l'ultimo gioco della serie Rainbow Islands. Il gioco è stato pubblicato in Giappone il 3 marzo 2009, in Europa l'8 maggio 2009 e in Nord America il 15 giugno 2009. La versione Xbox Live è stata distribuita il 28 ottobre 2009 in tutte le regioni.

## Modalità di gioco
Essendo uno spin-off della serie Bubble Bobble, il gioco offre un gameplay simile. Il giocatore potrà vestire i panni di Bub o Bob, i due draghi spara bolle protagonisti della serie, o entrambi. Lo scopo del gioco è raggiungere la cima di diversi livelli verticali con l'aiuto degli arcobaleni che i due draghi sono in grado di creare.
Invece di una barra della salute o di un determinato numero di vite, il gioco è limitato solamente dal tempo. Quando si viene colpiti dai nemici si perdono secondi preziosi mentre sconfiggere i nemici con gli arcobaleni lascia sul terreno di gioco delle gemme che permettono di incrementare il tempo a disposizione. Sconfiggendo i nemici in rapida successione, si ottengono gemme più preziose e di conseguenza dei bonus di tempo maggiori. In alcuni punti del gioco, l'antagonista principale del gioco, Dr. Crescent, manderà contro i giocatori una delle sue macchine. A quel punto, i giocatori possono tentare di sconfiggerlo oppure possono evitarlo fino al prossimo checkpoint. 
Quando vengono raccolte sette gemme colorate, i giocatori possono usare un attacco speciale contro le macchine del Dr. Crescent.
Nella versione Xbox Live, i giocatori possono utilizzare i propri Avatar Xbox Live nelle modalità Time Attack e Challenge.

## Accoglienza
| Testata                            | Versione | Giudizio |
| ---------------------------------- | -------- | -------- |
| Metacritic (media al 01-10-2020)   | WiiWare  | 53/100   |
| Metacritic (media al 01-10-2020)   | XBL      | 62/100   |
| GameRankings (media al 09-12-2019) | WiiWare  | 55.00%   |
| GameRankings (media al 09-12-2019) | XBL      | 62.12%   |
| IGN                                | WiiWare  | 6/10     |
| IGN                                | XBL      | 7.2/10   |

Il recensore Lucas Thomas di IGN non ha apprezzato il gameplay rigido e il design sonoro mediocre del gioco, ma lo ha definito un'"onesta conversione dell'originale gioco arcade per WiiWare", valutandolo 6 su 10. Daemon Hatfield, anche lui di IGN, ha valutato la versione per Xbox Live con un 7.2 definendolo "un piccolo e divertente gioco arcade che nasconde un paio di insoliti assi nella manica".